# Макс Грюгер
Макс Грюгер (нім. Max Grüger, нар. 24 травня 2005, Гельзенкірхен, Німеччина) — німецький футболіст, півзахисник клубу «Шальке 04».

## Ігрова кар'єра

### Клубна
Макс Грюгер народився у Гельзенкірхені і є вихованцем клубної академії місцевого «Шальке 04». В червні 2024 року футболіст підписав з клубом професійний контракт до 2026 року. 28 вересня 2024 року у грі Другої Бундесліги проти «Пройсен Мюнстер» Грюгер дебютував в основному складі «Шальке».
В грудні 2024 року Грюгер продовжив свій контракт з клубом до 2028 року.

### Збірна
У 2023 році Макс Грюгер почав свої виступи в складі юнацьких збірних Німеччини.